# هات (آرتساخ)
هات (ارمنی: Hat) یک منطقهٔ مسکونی در جمهوری آرتساخ است که در استان کاشاتاق واقع شده‌است.